# 네즈역
네즈역(일본어: 根津駅, ねづえき)은 일본 도쿄도 분쿄구에 있는 철도역이다.

## 역 구조
단선 승강장 1면 1선씩 상하 2개층으로 구성된 지하역이다. 1번 승강장 아래에 2번 승강장이 있다.
개찰구는 1번 승강장과 바로 연결되어 있다.
| 1 | ○ 지요다 선 | 오테마치・요요기우에하라・혼아쓰기・가라키다 방면 |
| 2 | ○ 지요다 선 | 니시닛포리・기타센주・아야세・아비코・도리데 방면 |

## 역 주변
- 네즈 신사
- 도쿄 대학
- 야나카 령원
- 우에노 공원
- 우에노 그린클럽
- 다이묘 시계박물관
- 분쿄 구 네즈 지역 활동 센터
  - 분쿄 구립 네즈 도서관
- 분쿄 네즈 우체국
- 도쿄 도립 우에노 고등학교

## 역사
- 1969년 12월 20일: 영업 개시.
- 2004년 4월 1일: 도영지하철 민영화.

## 사진

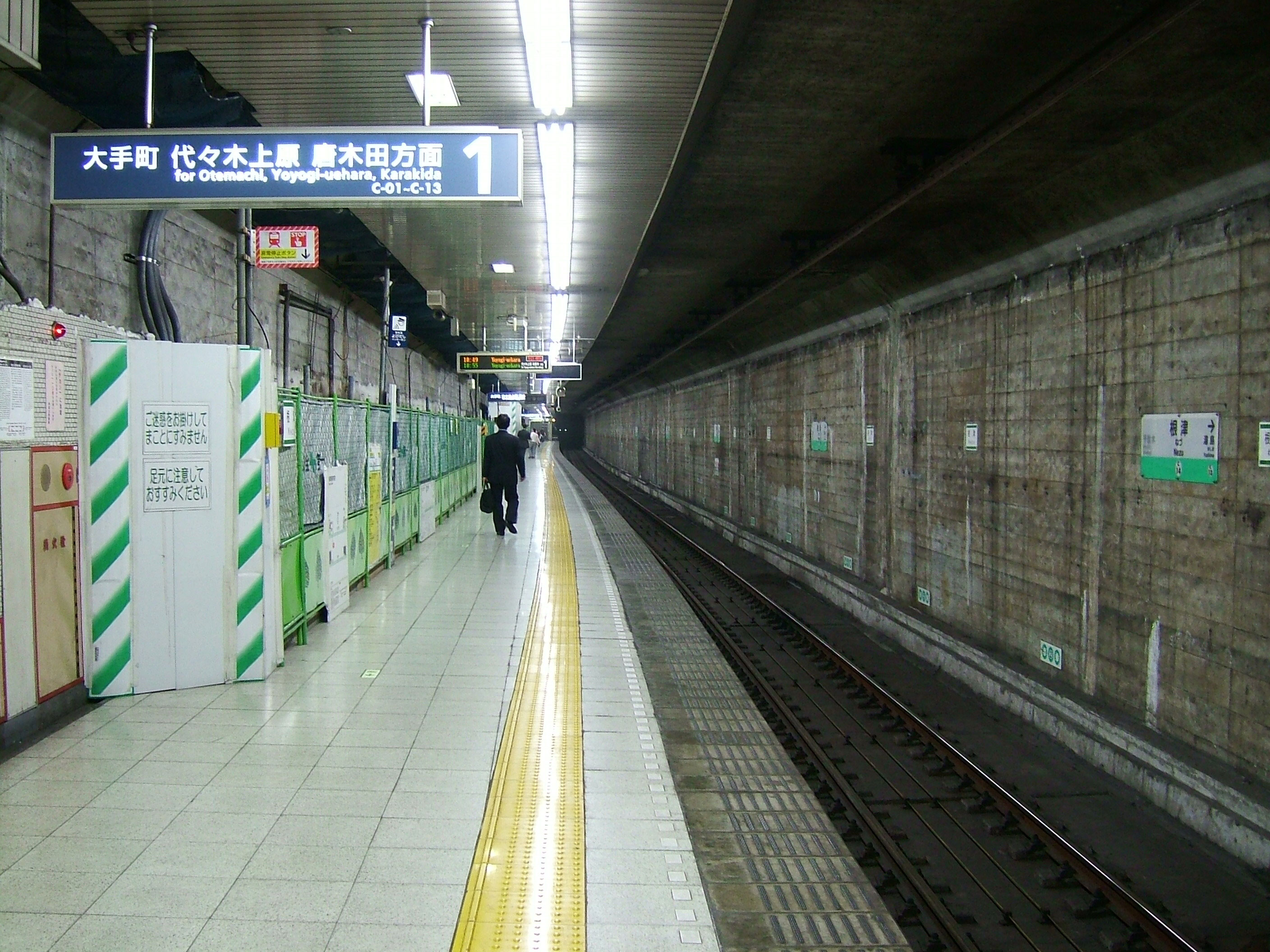
개량화 공사 전의 1번 승강장 모습 (2008년 5월 23일)

## 인접역
| 도쿄 메트로 9호선              | 도쿄 메트로 9호선 | 도쿄 메트로 9호선      |
| ------------------------------ | ----------------- | ---------------------- |
| C13 유시마 요요기우에하라 방면 | 지요다 선         | C15 센다기 아야세 방면 |